# Vithårsmånspindel
Vithårsmånspindel (Apostenus fuscus) är en spindelart som beskrevs av Westring 1851. Vithårsmånspindel ingår i släktet Apostenus och familjen månspindlar. Arten är reproducerande i Sverige. Inga underarter finns listade i Catalogue of Life.